# Narcos
Narcos este un serial polițist american, creat și produs de Chris Brancato, Carlo Bernard și Doug Miro. 
Filmările și acțiunea au loc în Columbia. Primul sezon spune povestea magnatului de droguri Pablo Escobar, care a devenit miliardar datorită producției și distribuției de cocaină, dar se concentrează și pe interacțiunile lui Escobar cu alți magnați de droguri, agenți ai DEA (Drug Enforcement Administration), și alte entități opozante. Sezonul trei începe după moartea lui Escobar și continuă în prim plan cu DEA, în timp ce aceștia se luptă împotriva infamului Cartel Cali. 
Sezonul 1, format din 10 episoade, a fost difuzat prima oară pe 28 august 2015, exclusiv pe Netflix. Serialul a fost reînnoit pentru un al doilea sezon, care a avut premiera pe 2 septembrie 2016, cu alte 10 episoade. Pe 6 septembrie 2016, Netflix a reînnoit serialul pentru un al treilea și al patrulea sezon. Al treilea sezon a avut premiera pe 1 septembrie 2017.

## Sinopsis
| Sezonul | Sezonul | Episoade | Episoade | Premiera TV       | Premiera TV |
| ------- | ------- | -------- | -------- | ----------------- | ----------- |
|         | 1       | 10       | 10       | 28 august 2015    |             |
|         | 2       | 10       | 10       | 2 septembrie 2016 |             |
|         | 3       | 10       | 10       | 1 septembrie 2017 |             |

### Sezonul 1 (2015)
Sezonul 1 povestește viața lui Pablo Escobar de la sfârșitul anilor '70, când a început pentru prima oară să producă cocaină, până în iulie 1992. Serialul arată evenimentele principale care au avut loc în Columbia în această perioadă și implicarea lui Escobar în acestea. Totul este povestit din perspectiva lui Steve Murphy, un agent american de la DEA, care lucrează în Columbia. Serialul arată cum Escobar a devenit inițial implicat în comerțul cu cocaină din Columbia. El era vânzător pe piața neagră din Medellín și aducea camioane pline de bunuri ilegale (alcool, țigări și obiecte de uz casnic) în Columbia într-o perioadă când acest lucru era strict interzis, cu ajutorul lui Mateo "Gândacul de bucătărie" Moreno, un exilat chilian și chimist, care i-a propus ideea ca el să producă un drog foarte profitabil—cocaina, iar Escobar să-l distribuie. Ei s-au extins prin construirea de laboratoare adiționale în pădurile tropicale, folosindu-se și de experiența lui Carlos Lehder, după care urmau să transporte în Miami, unde câștiga notorietate printre oamenii bogați și faimoși. Curând, Pablo a dezvoltat laboratoare și mai mari și rute extensive prin SUA. Odată cu creșterea popularității cocainei pe piața americană, răspândirea dolarilor americani prin Columbia și creșterea problemelor cauzate de droguri în SUA, americanii trimit o echipă de la DEA în Columbia pentru a remedia această problemă. Steve Murphy, naratorul, devine partener cu Javier Peña. Rolul echipei lui Murphy este de a lucra cu autoritățile columbiene pentru a pune capăt fenomenului creat de cocaină în Statele Unite. Sezonul se încheie atunci când Escobar evadează din închisoarea La Catedral.

### Sezonul 2 (2016)
Sezonul 2 continuă povestea sezonului 1. Câțiva soldați îl găsesc pe Escobar și pe unii dintre oamenii săi în afara perimetrului La Catedral, dar sunt prea pietrificați de Escobar pentru a-l aresta. SUA trimite un nou ambasador, care aduce CIA-ul în joc. La început, nu există prea multe schimbări pentru Escobar, deoarece cartelul său încă îi este loial. Cu toate acestea, lucrurile se schimbă atunci când Escobar are nevoie de mult timp și resurse pentru a se ascunde de guvern. Printre trucurile pe care le folosește sunt angajarea unui șofer de taxi, care în schimb angajează o femeie tânără pentru a fi folosită ca momeală, în timp ce Escobar se ascunde în portbagaj; și copii care raportează despre activitățile poliției.
La început, Escobar se adaptează cu noua viață, dăruind bani comunității, în timp ce-i omoară cu sânge rece pe toți cei care au încercat să îi preia imperiul. Poliția columbiană duce lupte grele cu Escobar, care aduc tensiune și neliniște pe străzile Columbiei. Cartelul Cali formează o alianță șubredă cu Judy Moncada și Don Berna, și decid să-i aducă în joc și pe frații Castano. Agentul Peña începe să lucreze cu Los Pepes, care îi omoară pe Valeria și Fernando Duque. Pablo încearcă să-și trimită familia în Germania, dar nu este primită, așa că este adusă înapoi în Columbia, la un hotel, acolo unde este protejată de guvern. După ce La Quica și Blackie sunt prinși, Escobar fuge împreună cu Limon la casa tatălui său, acolo unde Pablo își serbează ziua. Când Pablo încearcă să-și contacteze familia, DEA și poliția îl triangulează prin radio și îl înconjoară pe un acoperiș. Pablo este împușcat de două ori, dar rănile nu sunt serioase, așa că Trujillo îl împușcă mortal în cap. Tata merge la cartelul Cali pentru a-și ajuta familia să părăsească țara. Peña se întoarce în SUA și este rugat să furnizeze informații în legătură cu cartelul Cali.

### Sezonul 3 (2017)
Sezonul trei a avut premiera pe 1 septembrie 2017. Povestea continuă după moartea lui Escobar și îi are din nou în prim plan pe cei de la DEA, de data asta în timp ce aceștia se luptă împotriva Cartelului Cali. Cu Escobar ieșit din schemă, afacerile cartelului înfloresc, rețeaua fiind extinsă în Statele Unite și pe alte piețe. Spre surprinderea tuturor, Gilberto Rodríguez Orejuela, liderul cartelului din Cali, anunță că, în termen de 6 luni, cartelul va părăsi afacerea cu cocaină și se va concentra în întregime pe afaceri cu interes legal. Decizia este primită cu reacții mixte în interiorul cartelului.

## Distribuție

### Distribuție principală
- Wagner Moura în rolul lui Pablo Escobar – un magnat columbian de droguri și lider al cartelului Medellín[3] (Sezoanele 1-2)
- Boyd Holbrook în rolul lui Steve Murphy – un agent al DEA, trimis să-l doboare pe Escobar[8]
- Pedro Pascal în rolul lui Javier Peña – agent al DEA, coleg cu Murphy
- Joanna Christie în rolul lui Connie Murphy[9] – soția lui Steve, o asistentă ce lucrează într-un spital local
- Juan Pablo Raba în rolul lui Gustavo Gaviria – vărul lui Escobar și membru fondator al cartelului Medellín (principal Sezonul 1; episodic Sezonul 2)
- Maurice Compte în rolul lui Horacio Carrillo – un șef columbian de poliție, bazat pe colonelul Hugo Martinez[10][11]
- Diego Cataño în rolul lui Juan Diego "La Quica" Diaz – un asasin angajat de Medellín, bazat pe Dandeny Muñoz Mosquera
- Jorge A. Jimenez în rolul lui Roberto "Poison" Ramos – un asasin angajat de cartelul Medellín, care are divergențe cu Quica în legătură cu cine a ucis mai mulți oameni dintre ei doi (Sezonul 1)
- Paulina Gaitán în rolul lui Tata Escobar – soția lui Escobar, bazată pe Maria Henao
- Paulina García în rolul Hermildei Gaviria – mama lui Escobar și fostă învățătoare columbiană
- Stephanie Sigman în rolul Valeriei Vélez – o jurnalistă columbiană și amanta lui Pablo Escobar, bazată pe Virginia Vallejo[12][13] (principal Sezonul 1; episodic Sezonul 2)
- Damian Alcazar în rolul lui Gilberto Rodríguez Orejuela - liderul cartelului Cali și unul dintre rivalii importanți ai lui Pablo Escobar (Sezonul 2)
- Eric Lange în rolul lui Bill Stechner - Șeful CIA din Columbia (Sezonul 2)
- Juan Pablo Shuk în rolul Colonelui Hugo Martínez - succesorul lui Carrillo la șefia Search Bloc-ului (principal Sezonul 2; episodic Sezonul 3)
- Francisco Denis în rolul lui Miguel Rodríguez Orejuela – unul dintre baronii cartelului Cali și fratele mai mic al lui Gilberto (principal Sezonul 3-; episodic Sezonul 2)
- Pêpê Rapazote în rolul lui José "Chepe" Santacruz-Londoño – unul dintre baronii cartelului Cali, care monitorizează operațiunile din New York ale grupării (sezonul 3)
- Matias Varela în rolul lui Jorge Salcedo – șeful securității pentru Cartelul Cali (sezonul 3)
- Javier Cámara în rolul lui Guillermo Pallomari – contabilul Cartelului Cali (sezonul 3)
- Andrea Londo în rolul Maríei Salazar – soția unui magnat de droguri columbian, afiliat cartelului din North Valley (sezonul 3)
- Kerry Bishé în rolul Cristinei Jurado – soția americană a bancherului Franklin Jurado (sezonul 3)
- Michael Stahl-David în rolul lui Chris Feistl – agent DEA ce lucrează cu Peña (sezonul 3)
- Matt Whelan în rolul lui Daniel Van Ness – agent DEA ce lucrează cu Peña (sezonul 3)
- Arturo Castro în rolul lui David Rodríguez – fiul lui Miguel (sezonul 3)
- Miguel Ángel Silvestre în rolul lui Franklin Jurado (sezonul 3)

### Personaje recurente
- Bruno Bichir în rolul lui Fernando Duque – un avocat columbian care îl reprezintă pe Pablo Escobar și omul de legătură al acestuia cu guvernul columbian
- Raúl Méndez în rolul lui César Gaviria – economist columbian și cel de-al 28-lea președinte al Columbiei
- Julián Díaz în rolul lui El Negro sau "Blackie" (născut Nelson Hernández) – membru al cartelului Medellín, care este văzut frecvent de partea lui Escobar (în viața reală, Escobar a avut un prieten apropiat, pe nume Jorge "El Negro" Pabon[14])
- Manolo Cardona în rolul lui Eduardo Sandoval, viceministrul de justiție în mandatul președintelui Gaviria[15]
- Cristina Umana în rolul lui Judy Moncada - fost lider al cartelului Medellín care, după ce Escobar i-a omorât soțul (Kiko), a format un cartel mic și s-a aliat cu cartelul Cali și Los Pepes; personajul ei se bazează pe Dolly Moncada[16]
- Jon-Michael Ecker în rolul lui El Lion sau "Leul" – prieten din copilărie al lui Escobar, care a crescut în Statele Unite, și trimis să distribuie cocaina în Miami.
- Richard T. Jones în rolul unui ofițer CIA – din echipa lui Murphy (principal Sezonul 1; episodic Sezonul 2)
- Patrick St. Esprit în rolul colonelului Lou Wysession – ofițer marin ce luptă împotriva comunismului (principal Sezonul 1; episodic Sezonul 2)
- Luis Guzmán în rolul lui Gonzalo Rodríguez Gacha – membru fondator și fost lider al cartelului Medellín (Sezonul 1)
- Juan Riedinger în rolul lui Carlos Lehder – persoană de contact a lui Lion în Statele Unite, angajat pentru distribuirea cocainei (Sezonul 1)
- André Mattos în rolul lui Jorge Ochoa – membru fondator și fost lider al cartelului Medellín (Sezonul 1)
- Roberto Urbina în rolul lui Fabio Ochoa – membru important al cartelului Medellín (Sezonul 1)
- Ana de la Reguera în rolul Elisei Alvarez[15] – co-lider al facțiunii de gherilă M-19 (Sezonul 1)
- Danielle Kennedy în rolul ambasadoarei Noonan – ambasador al Statelor Unite în Columbia în mandatul lui Ronald Reagan (Sezonul 1)
- Thaddeus Phillips în rolul agentului Owen – agent CIA din polița columbiană (Sezonul 1)
- Ariel Sierra în rolul lui Sureshot – unul dintre oamenii lui Escobar (Sezonul 1)
- Carolina Gaitán în rolul Martei Ochoa – una dintre surorile Ochoas, răpită de M-19 (Sezonul 1)
- Laura Perico în rolul Marinei Ochoa – una dintre surorile Ochoas, care are o aventură cu vărul lui Escobar, Gustavo. (Sezonul 1)
- Vera Mercado în rolul Anei Gaviria – soția lui César Gaviria și Primă Doamnă a Columbiei (Sezonul 1)
- Leynar Gomez în rolul lui Limón - pește și șofer de taxi din Medellín, care devine unul dintre oamenii lui Escobar, bazat pe Alvaro de Jesús Agudelo (a.k.a. "El Limón") (Sezonul 2)
- Martina García în rolul Maritzei - o veche prietenă a lui Limon, care este nevoită să-l ajute pe Escobar (Sezonul 2)
- Eric Lange în rolul lui Bill Stechner - Șeful CIA în Columbia (Sezonul 2)
- Brett Cullen în rolul lui Arthur Crosby - fost ofițer marin, trimis de George H.W. Bush în 1992 ca și ambasador al SUA în Columbia, înlocuind-o pe Noonan (Sezonul 2)
- Germán Jaramillo în rolul lui Gustavo de Greiff, avocatul poporului columbian și critic vehement al mișcării contra-droguri inițiată de președintele Gaviria (sezonul 2[17])
- Alfredo Castro în rolul lui Abel Escobar, tatăl lui Pablo (Sezonul 2)
- Gastón Velandia în rolul Generalului José Serrano (Sezonul 3)
- Raymond Ablack în rolul lui Stoddard (Sezonul 3)
- Edward James Olmos în rolul lui Chucho Peña –  tatăl lui Javier (Sezonul 3)
- Shea Whigham în rolul Agentului Duffy (Sezonul 3)
- Gabriel Iglesias în rolul lui Fluffy sicario (Sezonul 3)
- Carlos Camacho în rolul lui Claudio Salazar (Sezonul 3)
- Taliana Vargas în rolul Paolei Salcedo (Sezonul 3)
- Bre Blair în rolul lui Lorraine (Sezonul 3)
- Andrés Crespo în rolul lui Carlos Córdova (Sezonul 3)
- José María Yazpik în rolul lui Amado Carrillo Fuentes (Sezonul 3)

### Alte personaje
- Luis Gnecco în rolul lui Mateo Moreno sau "Gândacul de bucătărie" – chimist care l-a introdus pe Escobar în lumea traficului de droguri
- A.J Buckley în rolul lui Kevin Brady
- Adria Arjona în rolul Helenei
- Rafael Cebrián în rolul lui Alejandro Ayala
- Dylan Bruno în rolul lui Barry Seal – contrabandist american de droguri, care lucrează pentru cartelul Medellín și care și-a luat supranumele de "McPickle"
- Adan Canto în rolul ministrului Rodrigo Lara Bonilla – avocat și politician columbian
- Gabriela de la Garza în rolul Dianei Turbay – jurnalistă columbiană, care a fost răpită de cartelul Medellín
- Alberto Ammann în rolul lui Helmer "Pacho" Herrera – magnat columbian de droguri și membru important al cartelului Cali
- Adrián Jiménez în rolul colonelului Herrera – agent al DAS
- Aldemar Correa în rolul lui Iván Torres – un luptător columbian comunist de gherilă, bazat pe Iván Ospina
- Julián Beltrán în rolul lui Alberto Suarez
- Juan Pablo Espinosa în rolul lui Luis Galán – jurnalist și politician columbian
- Mauricio Cujar în rolul lui Diego "Don Berna" Murillo Bejarano
- Mauricio Mejía în rolul lui Carlos Castaño Gil
- Gustavo Angarita Jr. în rolul lui Fidel Castaño
- Tristán Ulloa în rolul Președintelui columbian Ernesto Samper

## Producție
Serialul a fost anunțat în aprilie 2014, printr-un parteneriat între Netflix și rețeaua spaniolă Telemundo. Serialul a fost scris, în mare parte, de Chris Brancato și regizat de cineastul brazilian José Padilha, care a mai regizat și filmele de succes Elite Squad (2007) și continuarea sa din 2010, ultimul dintre ele devenind cel mai profitabil film din toate timpurile în Brazilia. Pe 15 septembrie 2017, unul dintre scouterii de locație ai serialului, Carlos Muñoz Portal, a fost găsit mort, cu răni multiple de gloante în mașina sa, pe un drum de țară din centrul Mexicului, în apropiere de orașul Temascalapa. Un purtător de cuvânt din statul mexican respectiv a declarat că nu au existat martori datorita locației retrase, dar autoritățile vor continua investigațiile. Posibilitatea implicării grupărilor cu stupefiante a fost luată în considerare.

### Tema muzicală de început și intro-ul
Intro
Naratorul a ales acest intro pentru Narcos deoarece: "Realismul magic este definit ca atunci când un cadru foarte detaliat și realist este invadat de ceva foarte greu de crezut. Există un motiv pentru care realismul magic s-a născut în Columbia".
Tema muzicală
Tema muzicală de început a lui Narcos, "Tuyo", este o muzică de bolero, scrisă și compusă pentru serial de cantaretul brazilian Rodrigo Amarante.
Montajul vizual
Melodia acompaniează intro-ul creat de DK Studios sub supravegherea regizorului artistic Tom O’Neill. Imaginile, tematice anilor '80, conțin metraj cu regiunile montane ale Bogotei și cartierele sărace ce înconjoară capitala, persoanele care locuiesc acolo, știri arhivate, violență, și se adresează situației traficului de droguri din Columbia în general, precum și încercării Statelor Unite de a o controla, dar și farmecul vremurilor. Montajul exclude anumiți oameni care nu au vrut să apară în credite, dar include anumite clipuri și imagini "ale lui Pablo Escobar și a celor din anturajul său, precum cele de la zoo, [care] au venit direct de la fotograful personal al baronului de droguri, care și-a luat supranumele de El Chino ("Chinezul")." Conform lui O'Neill, "echipa de producție s-a inspirat din albumul de fotografii 'Moștenirea lui Pablo Escobar', al lui James Mollison."

### Etimologie
În spaniolă, termenul "narco" este o abreviere a cuvântului "narcotraficante" (traficant de droguri). Înainte de a fi folosit astfel, în Statele Unite, epitetul "narc" (sau "narco") se referea la un ofițer specializat pe combaterea drogurilor, precum un agent al DEA.

## Recepție
|                                                                                            |           |           |           |
| \| \| Sezonul 1 \| Sezonul 2 \| Sezonul 3 \| \| Rating \| 78%[33] \| 91%[34] \| 95%[35] \| |           |           |           |
|                                                                                            | Sezonul 1 | Sezonul 2 | Sezonul 3 |
| Rating                                                                                     | 78%       | 91%       | 95%       |

|                                                                                       |           |           |           |
| \| \| Sezonul 1 \| Sezonul 2 \| Sezonul 3 \| \| Scor \| 77[36] \| 76[37] \| 78[38] \| |           |           |           |
|                                                                                       | Sezonul 1 | Sezonul 2 | Sezonul 3 |
| Scor                                                                                  | 77        | 76        | 78        |

### Sezonul 1
Primul sezon a fost primit favorabil de către critici. Site-ul web Rotten Tomatoes i-a acordat primului sezon un scor de 78%, bazându-se pe 45 de recenzii, cu un rating mediu de 6.6/10, și notând, "Lui Narcos îi lipsesc personajele empatice, dar atrage spectatorul cu actori buni și o poveste ce reușește să-l distragă de la deznodământul familiar."
Pe Metacritic, Narcos are un scor de 77 din 100, bazat pe 19 recenzii, indicând "recenzii majoritar favorabile".
IGN i-a acordat primului sezon o notă de 7.8 din 10, spunând: "Este o reprezentare adevărată a ascensiunii lui Pablo Escobar și a celor care au încercat să-l prindă, cu performanțe fantastice și secvențe pline de tensiune. Includerea materialelor arhivate ne amintește că aceste orori chiar s-au întâmplat, dar reușește și să-l arate pe Escobar ca fiind o persoană simpatică." Criticul de la Philadelphia Inquirer, Tirdad Derakhshani, a apreciat primul sezon, "Intens, edificator, briliant, deconcertant, și care creează dependență, Narcos este o dramă în cel mai adevărat sens al cuvântului." Criticul de televiziune, Tim Goodman (The Hollywood Reporter), a apreciat și el serialul spunând, "Serialul începe să-și găsească ritmul foarte repede, și vedem jocul actoricesc foarte bun al lui Moura. Felicitări și lui Padilha pentru că a introdus și elemente de documentar în Narcos." Nancy deWolf Smith de la Wall Street Journal a scris, "Metoda naratorului omniscient funcționează foarte bine într-o poveste care se întinde pe mai mulți ani și are personaje variate." Criticul Neil Genzlinger de la New York Times a spus, "Se bazează pe un scenariu excelent și un joc actoricesc la fel de bun, lucru pe care orice serial ar trebui sa îl aibă." Cu toate acestea, criticul de televiziune Mary McNamara de la Los Angeles Times a scris, "Cu toate că serialul începe foarte realist, se pierde pe drum." Criticul de la Indiewire, Liz Shannon Miller, a condamnat decizia de a povesti totul din perspectiva unui agent al DEA, a unui "gringo american".
Serialul a atras critici pentru spaniola vorbită. Dr. Alister Ramírez-Márquez, membru al Academiei Nord-Americane a limbii spaniole, a criticat accentul, pronunția, intonația, și folosirile incorecte ale colocviului din regiunea Paisa. Vorbind despre cum a fost primit serialul în Columbia, Sibylla Brodzinsky de la The Guardian a spus, "audiența a fost amuzată de accentele caraghioase ale actorilor, iritată de zugrăvirea istoriei recente a țării, și – uneori – pur și simplu plictisită de încă o altă narco-dramă." Accentul brazilian a lui Wagner Moura a fost criticat în special, pentru că este incoerent cu fundalul de Paisa a lui Escobar. Gisela Orozco de la Chicago Tribune a spus că serialul nu îi va ține aproape pe latini datorită amalgamului de accente și a comparat serialul cu Pablo Escobar: El Patrón del Mal. În recenzia sa, criticul columbian de TV Omar Rincón a scris în El Tiempo, "Narcos este viziunea americanilor asupra NarColumbiei – ceva în genul părerii lui Trump despre noi: băieții buni sunt americanii ... iar narcoticii sunt disfuncționali comici și oameni primitivi cu gusturi proaste ... Narcos poate că a prins în afara Columbiei, dar aici a stârnit furie și râsete."

### Sezonul 2
Sezonul secund a fost primit și el la fel de favorabil ca și primul. Rotten Tomatoes i-a acordat sezonului secund un scor de 90%, bazat pe 20 de recenzii, și notând, "În anul al doilea, Narcos reușește să ridice ștacheta poveștii lui Pablo Escobar spre un nou nivel magnific." Pe Metacritic, sezonul 2 are un scor de 76 din 100, bazat pe 13 recenzii, indicând "recenzii majoritar favorabile".
IGN i-a acordat sezonului secund o notă de 7.4 din 10, spunând: "Poate sare calul cu dragostea ce i-o poartă lui Pablo Escobar, dar nu pot blama serialul pentru avantajul celui mai bun actor și personaj pe care îl are – sau pentru căutarea unui miez emoțional într-un serial mai degrabă cinic." Sezonul a primit recenzii majoritar favorabile și din partea mass-mediei. Joshua Alston de la The A.V. Club a lăudat performanța lui Moura și a spus, "Cu toate că serialul arată haosul pe care Escobar l-a creat, îl arată și ca pe un tip simpatic, mulțumită și jocului actoricesc al lui Moura."  Criticul Neil Genzlinger de la New York Times a spus, "Dl. Moura este indiscutabil de briliant în centrul atenției." Jeff Jensen de la Entertainment Weekly a apreciat și el sezonul spunând, "În timp ce primul sezon se întinde pe 10 ani, sezonul secund arată ultimele zile în libertate ale lui Escobar. Fiecare episod avansează fără a se grăbi, arătând alianțele șubrede și tacticile mișele folosite pentru a-l prinde pe Escobar." Criticul de televiziune Tim Goodman, de la The Hollywood Reporter a spus,  "Ce funcționează la începutul sezonului secund este căderea palpitantă tot mai iminentă. Escobar simte că își pierde puterea, iar Moura își face jocul cum trebuie pentru a arăta îngrijorările și sentimentele magnatului."

### Sezonul 3
Pe Rotten Tomatoes, sezonul trei are un rating de 95%, bazat pe 22 de recenzii, cu un rating mediu de 7.46/10. Rezumatul site-ului citează, "Narcos continuă să evolueze odată cu sezonul al treilea, bazându-se pe întâmplările istorice pentru a-i duce pe spectatori într-o călătorie captivantă și neliniștitoare în tenebre." Pe Metacritic, sezonul trei are un scor de 78 din 100, bazat pe 9 recenzii, indicând "recenzii majoritar favorabile".